# Гаррет, Амир
Амир Джамал Гарретт (англ. Amir Jamal Garrett; 3 мая 1992, Викторвилл, Калифорния) — американский бейсболист, питчер клуба Главной лиги бейсбола  «Канзас-Сити Роялс».

## Личная жизнь
Гаррет и его жена Таусана были помолвлены в 2018 году.